# Saut en hauteur féminin à la Ligue de diamant 2016
Le concours du saut en hauteur féminin de la Ligue de diamant 2016 se déroule du 6 mai au 9 septembre 2016. La compétition fait successivement étape à Shanghai, Eugene, Oslo, Stockholm, Londres, Paris et Zürich.

## Calendrier
| Date               | Meeting                    | Ville     | Pays        |
| ------------------ | -------------------------- | --------- | ----------- |
| 14 mai 2016        | Shanghai Golden Grand Prix | Shanghai  | Chine       |
| 28 mai 2016        | Prefontaine Classic        | Eugene    | États-Unis  |
| 9 juin 2016        | Bislett Games              | Oslo      | Norvège     |
| 16 juin 2016       | Bauhaus-Galan              | Stockholm | Suède       |
| 22 juillet 2016    | Müller Anniversary Games   | Londres   | Royaume-Uni |
| 27 août 2016       | Meeting de Paris           | Paris     | France      |
| 1er septembre 2016 | Weltklasse                 | Zürich    | Suisse      |

## Faits marquants
Levern Spencer devient la première athlète (hommes et femmes confondus) de Sainte-Lucie à remporter un meeting international en athlétisme grâce à sa victoire au Shanghai Golden Grand Prix le 14 mai avec 1,94 m.

## Résultats
| Date | Meeting   | 1er                      | 1er    | 2e                                               | 2e     | 3e                                    | 3e    |
| --- | --------- | ------------------------ | ------ | ------------------------------------------------ | ------ | ------------------------------------- | ----- |
| 14 mai 2016 | Shanghai  | Levern Spencer 1,94 m    | 10 pts | Nadiya Dusanova 1,94 m (SB)                      | 6 pts  | Ana Šimić 1,92 m (SB)                 | 4 pts |
| 28 mai 2016 | Eugene    | Chaunté Lowe 1,95 m      | 10 pts | Levern Spencer 1,92 m                            | 6 pts  | Kamila Lićwinko 1,92 m (SB)           | 4 pts |
| 9 juin 2016 | Oslo      | Ruth Beitia 1,90 m (SB)  | 10 pts | Tonje Angelsen Sofie Skoog Michaela Hrubá 1,85 m | 6 pts  |                                       |       |
| 16 juin 2016 | Stockholm | Ruth Beitia 1,93 m (SB)  | 10 pts | Alessia Trost 1,90 m                             | 6 pts  | Kamila Lićwinko 1,90 m                | 4 pts |
| 22 juillet 2016 | Londres   | Ruth Beitia 1,98 m (=SB) | 10 pts | Mirela Demireva 1,95 m                           | 6 pts  | Katarina Johnson-Thompson 1,95 m (PB) | 4 pts |
| 27 août 2016 | Paris     | Ruth Beitia 1,98 m (=SB) | 10 pts | Levern Spencer 1,96 m (SB)                       | 6 pts  | Alessia Trost 1,93 m                  | 4 pts |
| 1er septembre 2016 | Zürich    | Ruth Beitia 1,96 m       | 20 pts | Inika McPherson Sofie Skoog 1,93 m               | 12 pts |                                       |       |
| Records et Performances - AR : Record continental (area record) - CR : Record des championnats (championship record) - MR : Record du meeting (meet record) - NR : Record national (national record) - OR : Record olympique (olympic record) - PR : Record paralympique (paralympic record) - PB : Record personnel (personal best) - SB : Meilleure performance personnelle de la saison (season's best) - WL : Meilleure performance mondiale de l'année (world leader) - WJR : Record du monde junior (world junior record) - WR : Record du monde (world record) Circonstances et Conditions - DNF : N'a pas terminé (did not finish) - DNS : N'a pas pris le départ (did not start) - DQ : Disqualification (disqualification) - NM : Aucun essai valable enregistré (No Mark) - Q : Qualifié « directement » au prochain tour (ou à la prochaine compétition), lors d'une compétition majeure, grâce au classement ou à la réalisation des minima (automatic qualifier) - q : Qualifié au prochain tour (ou à la prochaine compétition), lors d'une compétition majeure, grâce au repêchage ou à la réalisation de l'une des meilleures performances parmi celles des « non qualifiés directement » (grâce au meilleur temps ou à la meilleure distance par exemple) (secondary qualifier) |           |                          |        |                                                  |        |                                       |       |

## Classement général
- Classement final :

| Rang | Athlète         | Points |
| ---- | --------------- | ------ |
| 1    | Ruth Beitia     | 61     |
| 2    | Levern Spencer  | 25     |
| 3    | Sofie Skoog     | 20     |
| 4    | Kamila Licwinko | 19     |
| 5    | Alessia Trost   | 14     |
| 5    | Chaunté Lowe    | 14     |
| 7    | Mirela Demireva | 13     |
| 8    | Michaela Hrubá  | 6      |
| 9    | Airiné Palsyté  | 5      |